# Penzigiella cordata
Penzigiella cordata är en bladmossart som beskrevs av Fleischer 1906. Penzigiella cordata ingår i släktet Penzigiella och familjen Pterobryaceae. Inga underarter finns listade i Catalogue of Life.